# 에스페란티도
에스페란티도(Esperantido)는 에스페란토가 발표된 이후 발표된 에스페란토에서 파생된 인공어를 가리키는 말이다. 수십가지 이상의 개선안과 변형이 있다.

## 파생어

### 네오(Neo)
네오(Neo)는 아르투로 알판다리가 에스페란토, 이도, 인테르링구아, 노비알을 합쳐 만든 인공어다.

### 안티도(Antido)
안티도(Antido)는 1907년 르네 드 소쉬르가 이도에 항의할 목적으로 만든 에스페란티도다.

### 이도
이도는 에스페란티도 중에서 가장 알려진 인공어이다. 수페르시그노(ĝ, ĵ, ŭ, ĉ, ŝ)를 제거하고, 유럽 언어에서 일반적으로 사용하지 않는 대격을 제거하는 등 7년간의 연구 끝에 에스페란토의 여러 가지 결점을 보완한 언어이다.

### 굴절 없는 에스페란토
굴절 없는 에스페란토는 대격, 복수, 관사 어미 등을 제거하여 좀 더 단순화한 에스페란토이다.

### 고 에스페란토
고 에스페란토는 에스페란토를 마치 고어처럼 보이도록 만든 변형된 에스페란토이다.

## 같이 보기
- 리이스모